# Dipodillus dasyurus
Dipodillus dasyurus és una espècie de mamífer rosegador de la família dels múrids. Viu a altituds de fins a 2.000 msnm a Bahrain, Egipte, l'Iraq, Israel, Jordània, Kuwait, el Líban, Oman, l'Aràbia Saudita, Síria, Turquia, els Emirats Àrabs Units i el Iemen. Els seus hàbitats naturals són els deserts, els semideserts i les zones rocoses dels turons. És una espècie en risc mínim, és a dir, no sembla que hi hagi cap amenaça significativa per a la seva supervivència.